# Метамора (Илиноис)
Метамора (енгл. Metamora) град је у америчкој савезној држави Илиноис.

## Демографија
По попису из 2010. године број становника је 3.636, што је 936 (34,7%) становника више него 2000. године.
| Група             | 2000.         | 2010.         |
| Белци             | 2.659 (98,5%) | 3.487 (95,9%) |
| Афроамериканци    | 7 (0,3%)      | 11 (0,3%)     |
| Азијати           | 2 (0,1%)      | 18 (0,5%)     |
| Хиспаноамериканци | 17 (0,6%)     | 64 (1,8%)     |
| Укупно            | 2.700         | 3.636         |